# Moon over Bourbon Street
Moon over Bourbon Street  est le cinquième single du premier album solo de Sting, The Dream of the Blue Turtles. Il a atteint la 44e place du classement des singles britanniques.
Informations sur la chanson
Sting a déclaré qu'il avait composé la chanson à la Nouvelle-Orléans et qu'elle s'inspirait du roman noir gothique d'Anne Rice, Entretien avec un vampire, qui se déroule en partie dans le quartier français de la ville. La chanson a atteint la 44e place du classement des singles britanniques.
Sting lui-même a dit de la composition... "Cela a été inspiré par un livre d'Anne Rice, intitulé Interview with the Vampire, un beau livre sur ce vampire qui est un vampire par accident. Il est immortel et il doit tuer des gens pour vivre , mais il est resté avec sa conscience intacte. C'est cette âme merveilleuse et poignante qui doit faire le mal, mais qui veut s'arrêter. Encore une fois, c'est la dualité qui m'a intéressé. le roman de Rice selon lequel "il y a eu une nuit au clair de lune dans le quartier français de la Nouvelle-Orléans où j'ai eu la nette impression d'être suivi". un événement qui a également contribué à la genèse de la mélodie.
La mélodie est basée sur le standard de jazz "Autumn Leaves".
Sting joue de la contrebasse sur cette chanson.
En 2003, Sting a réenregistré la chanson en face B sur le single "Send Your Love", qui a culminé à la 30e place des classements musicaux britanniques. 
Le titre de la chanson fait référence à la rue historique du quartier français de la Nouvelle-Orléans, soit Bourbon Street.